# Parquet en bambou

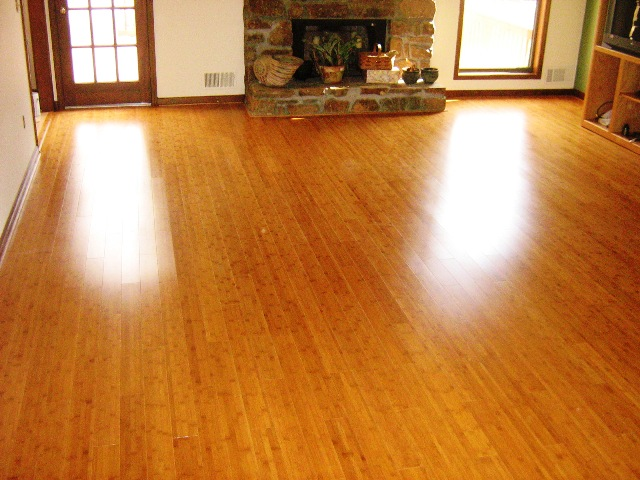
Parquet en bambou.

Un parquet en bambou est un type de revêtement de sol fabriqué à l'aide de tiges de bambou. La plupart des produits de revêtement de sol en bambou proviennent de Chine et d'autres régions d'Asie. Le bambou moso (Phyllostachys edulis) est l'espèce de bambou la plus couramment utilisée pour les revêtements de sol.

## Caractéristiques
Le bambou est utilisé comme alternative pour les revêtements de sol en raison de ses caractéristiques physiques proches de celles des véritables bois durs. Les fabricants et vendeurs de parquets en bambou  vantent sa solidité, sa durabilité, son respect de l'environnement et sa résistance naturelle aux insectes et à l'humidité. La dureté du revêtement de sol en bambou traditionnel, évaluée selon le test de dureté Janka (un chiffre plus élevé indiquant un matériau plus dur), varie de 1180 (horizontal carbonisé) à environ 1380 (naturel), tandis que les nouvelles techniques de fabrication, y compris le revêtement de sol en bambou tissé, vont de 3000 à plus de 5000. Les autres matériaux de revêtement de sol ont des scores Janka comparables : chêne rouge (1290), chêne blanc (1360), érable nain (1450), caryer (1820) et courbaril (2350).

## Fabrication
Il existe différents types de revêtements de sol en bambou, qui diffèrent en fonction de leur processus de fabrication, de leur viabilité économique et des préférences locales.
La forme la plus courante, en particulier en Asie du Sud-Est, utilise de fines tiges de bambou qui sont coupées en lamelles aussi plates que possible. Elles sont coupées à des longueurs similaires et peuvent être colorées, vernies ou simplement utilisées telles quelles. Elles sont ensuite clouées sur des planches en bois ou sur des tiges de bambou plus grosses. Cette forme donne plus d'espace entre chaque tige de bambou ; la planéité et l'étanchéité ne sont pas prioritaires. Cette technique est habituellement utilisée dans les maisons fermées, ce qui permet une meilleure circulation de l'air, surtout pendant les mois d'été les plus chauds.
Les revêtements de sol en bambou vendus couramment en Amérique du Nord sont très élaborés. Un parquet en bambou est généralement fabriqué en tranchant en lanières des chaumes de bambou mûrs. Ces chaumes sont coupés à la longueur voulue, puis découpés en bandes de la largeur souhaitée. Le tégument extérieur et les nœuds sont enlevés.
Pour éliminer l'amidon et les sucres, les bandes de bambou sont bouillies dans une solution d'acide borique ou de chaux. Le bambou est ensuite séché et raboté. La couleur de bambou naturel est similaire à celle du bois de hêtre. Si une couleur plus foncée semblable au chêne est souhaitée, le bambou passe par un processus de carbonisation à la vapeur dans des conditions de pression et de chaleur contrôlées. Le processus de carbonisation peut réduire considérablement la dureté finale du sol par rapport au bambou non carbonisé, ce qui rend plus tendre que certains pins et que le chêne rouge d'Amérique.
La plupart des revêtements de sol en bambou utilisent un adhésif urée-formaldéhyde (UF) au cours du procédé de stratification. Bien que l'utilisation de résines UF, qui émettent des  composés organiques volatils (COV), nuisent à la qualité de l'air intérieur, les revêtement de sol en bambou en utilisent une quantité relativement faible par rapport à d'autres matériaux, tels que les panneaux de particules. Au Royaume-Uni, des produits de revêtement de sol en bambou sans formaldéhyde sont disponibles, dont certains sont répertoriés dans le répertoire GreenSpec. 
Les panneaux sont ensuite pressés à chaud pour durcir l'adhésif. Les planches durcies sont ensuite rabotées, poncées et laminées. Enfin, une laque de traitement ultraviolet est appliquée sur les planches.
Les revêtements de sol en bambou fabriqués sont généralement disponibles sous forme de lames avec une orientation des grains verticale ou horizontale. Pour les parquets en bambou verticaux, les lames sont posées verticalement sur leur bord le plus étroit, puis stratifiées côte à côte. L'effet est un aspect ligné, presque uniforme, de la surface de la lame de parquet fini. Pour les parquets de bambou horizontaux, les lattes sont disposées selon une direction horizontale, sur leur bord le plus large, puis se sont jointes côte à côte avec des pièces adjacentes à l'aide d'un système de stratification à haute pression. Les nœuds caractéristiques du bambou sont visibles sur la surface horizontale finie.
Le revêtement de sol en bambou clipsable est le plus facile à poser. Les lames de parquet ont des joints qui s'emboîtent précisément en émettant un bruit sec. En combinant l'alignement de la planche et la couleur, de nombreux styles différents peuvent être obtenus.
Les revêtements de sol en bambou tissé peuvent être rénovés très facilement avec une couche transparente, toutefois appliquer une teinture sur place peut être difficile.

## Impact environnemental
Le bambou est une source de matériau écologique et renouvelable. C'est une graminée qui croît beaucoup plus vite que le bois. Le bambou moso, qui est la principale espèce utilisée pour la fabrication de revêtements de sol et de contreplaqués, peut croître jusqu'à 119 cm en 24 heures et atteindre 24 m de haut en 40 à 50 jours. Il faut environ 3 à 5 ans pour que le bambou atteigne sa pleine maturité.
Les bois dur traditionnels peuvent demander de 20 à 120 ans pour arriver à maturité.
Le bambou peut être récolté sans qu'il soit nécessaire de le replanter car le système racinaire est laissé intact lors de la récolte. La structure racinaire en rhizomes a la capacité de maintenir le sol en place en évitant l'érosion.
Les rhizomes sont des tiges horizontales qui poussent en dessous de la surface du sol et aident la plante à se reproduire par voie végétative. Les plantes à rhizomes colonisent le terrain en se propageant latéralement.
Le bambou atteint sa maturité en cinq ans, qui est l'âge optimal pour la récolte.
Dans une forêt exploitée de façon durable, seulement un cinquième de la forêt est récoltée chaque année, ce qui permet une récolte de 100 % dans une période de cinq ans. Dans son environnement naturel, le bambou n'a pas besoin d'être irrigué et ne nécessite pas de pesticides, ni d'engrais. Le bambou a peu de ravageurs, de sorte que les pesticides ne sont pas nécessaires. Le bambou certifié aux normes du Forest Stewardship Council (FSC, Conseil pour la bonne gestion des forêts) répond aux critères de durabilité environnementale et de responsabilité sociale, et plusieurs produits de revêtement de sol sont disponibles avec cette option.
Le bambou peut séquestrer jusqu'à 70 % de carbone de plus qu'une forêt de feuillus. Tous ces facteurs contribuer à limiter l'empreinte carbone du bambou.

## Entretien
Comme la plupart des parquets en bois dur, les parquets en bambou doivent être traités avec soin. Lors du nettoyage, il est préférable d'utiliser un balai à franges pour enlever la poussière et la saleté. Un balai à poils durs peut être utilisé pour enlever les saletés plus tenaces des crevasses du sol. Les serpillères mouillées devraient être évitées sur les parquets de bambou. Néanmoins, s'il est nécessaire de passer une serpillère sur le sol, il faut l'essorer soigneusement pour éviter d'apporter de l'eau en excès. Les détergents de nettoyage doivent être vérifiés au préalable pour s'assurer qu'ils sont sûrs pour les parquets de bois dur. Beaucoup de détergents contiennent un agent de cirage qui risque de ternir la couleur du revêtement de sol.